# Madagaskar 3
Madagaskar 3 (v anglickém originále Madagascar 3: Europe's Most Wanted) je počítačem animovaný film z roku 2012. Jde o třetí pokračování filmové série, která začala snímkem Madagaskar z roku 2005. Film byl vytvořen v animačním studiu DreamWorks Animation.